# Marcusenius kutuensis
Marcusenius kutuensis es una especie de pez en la familia Mormyridae presente en los ríos Kwanza, Kasai y Shangha, además del centro de la cuenca del Congo. Es nativa de la República democrática del Congo y puede alcanzar un tamaño aproximado de 195 mm.
Respecto al estado de conservación, se puede indicar que de acuerdo a la IUCN, esta especie puede catalogarse en la categoría «preocupación menor (LC)».